# Sven Östberg
Sven Ingvar Östberg, född 5 december 1908 i Venjan i Kopparbergs län, död 22 februari 1987 i Albir i Spanien, var en svensk fabrikschef och målare. 
Han var son till köpmannen Gustaf Östberg och Karin Persson och från 1947 gift med sjuksköterskan Selma Inga Maria Barbro Kvarnmark. Efter realexamen och handelsutbildning 1926–1927 arbetade Östberg till en början inom postverket. Samtidigt målade han som amatörkonstnär på sin fritid. Efter att han visat upp några tavlor blev han uppmanad av Leksandskonstnärerna Gustaf Ankarcrona och Akke Malmeström att studera konst vid någon konstskola. Han sökte sig till Otte Skölds målarskola där han studerade 1932–1933 och 1934–1935 samt för Marcel Gromaire och Othon Friesz vid Académie Scandinave i Paris 1933–1934 samt genom självstudier under resor till Spanien. Separat debuterade han med en utställning i Mora 1934 som följdes av en separatutställning på De Ungas Salong i Stockholm 1945. Han medverkade i en samlingsutställning på Maison Watteau i Paris 1944 och en vandringsutställning med svensk konst i Danmark 1947. Perioden 1940–1946 medverkade han i Dalarnas konstförenings salonger i Falun samt därefter i en rad utställningar anordnade av Örebro läns konstförening. Han anställdes som plats- och fabrikschef vid Laxå Pappersbruk 1956 och efter fabrikens nedläggning 1972 arbetade han två år vid pappersbruket i Bromölla innan han som pensionär flyttade till Spanien.